# Кристоф Доминиси
Кристоф Доминиси (енгл. Christophe Dominici; Тулон, 20. мај 1972 — Сен Клу, 24. новембар 2020) био је професионални француски рагбиста.

## Биографија
Висок 172цм, тежак 83кг Доминиси је показао као дечак велики таленат за фудбал, али ипак се определио за игру са јајастом лоптом која је настала од фудбала - рагби. Доминиси је у каријери наступао за Ла Валете, Рагби клуб Тулон и Стад Франс. За француску рагби јунион репрезентацију Кристоф је одиграо 65 тест мечева и постигао 25 есеја. Играо је за Француску на три светска првенста, укључујући и финале светског првенства у рагбију 1999. које су галски петлови изгубили од Аустралије.